# 大和型戰艦相關作品列表
本頁是大和級戰艦相關作品一覽。

## 大和
取名自古代令制國大和國的戰艦大和是史上最大最強的戰艦（直至現在並沒有建造過超越大和型的戰艦），但沒有在其本來目的，於艦隊決戰中活躍及發揮應有能力就被擊沉。而在日本海軍水上艦隊最後的戰鬥中，成為現代日本人對戰艦及日本海軍悲劇的代名詞，更在許多虛構作品出現。
- 《新戰艦大和》（新戦艦大和）是梶原一騎原作的漫畫與繪本，在1961年，是世界上最初將「戰艦大和飛上天空的想法」出現的作品。

- 《宇宙戰艦大和號》（宇宙戦艦ヤマト）是西暦2199年由長眠於九州對出海底的大和改造，成為宇宙戰艦，其目的是為了拯救瀕臨滅絕的地球人。是日本動畫中空前大獲好評的作品之一。

不過2013年所放映的《宇宙戰艦大和號2199》（宇宙戦艦ヤマト2199）登場的大和號宇宙戰艦，則變更設定為仿製大和艦的新造宇宙戰艦，艦身也被拉長為333公尺(原本是265.8公尺)。其原因是現實沉沒的大和艦殘骸是斷成二截而且舯部完全炸爛的狀態，與其把殘骸拿來改造還不如直接重造一艘還比較簡單。
- 在登場的是用大和殘骸製作的機械人。

- 星野之宣的漫畫《ヤマタイカ（日语：ヤマタイカ）》中，為了使繩紋時代的原日本人『火之民族』的實現，並要依代(基於)使用。將人們的思念集中以引起奇跡並觸發邪馬台國的祭器的力量，以巨大颱風的自然能源，物質化地令大和自我修復及再生，破壊在沖繩美軍基地的美國戰艦『新澤西』並且往東上。

- 1980年代末開始流行架空歷史小說，而戰艦大和亦經常登場，但艦形和武裝與史實相比不太相同。詳細参照大和型 (架空歷史小說)。

- 另外，現代及近未來的架空戰記有講述海上自衛隊將會建造大和第3代艦。並且再次成為水面艦艇超，有時更作為航空母艦及潜艇。

### 描寫戰艦大和的電影
- 《戰艦大和》（戦艦大和，吉田滿原作）
- 《聯合艦隊》（連合艦隊）
- 《男人的大和》（男たちの大和/YAMATO，原作。2005年12月17日上映）

### 戰艦大和登場的作品
- 電影（上記以外） 
  - 《太平洋之翼》（太平洋の翼）
  - 《沒有出口的海》（出口のない海）：以出撃天一號作戰之前的大和作為故事場景登場。
  - 《阿基米德大戰》（アルキメデスの大戦）
- 動畫
  - 《半機械人009》（サイボーグ009、第一期電影系列）:第16話「太平洋之亡靈（太平洋の亡霊）」（1968年7月12日放送，辻真先劇本）
  - 《神是中学生》第9回「穿越時空之河（時の河を越えて）」
  - 《宇宙戰艦大和號》第2話 「號砲一發!!宇宙戰艦大和始動!!」：戰鬥與沈没場面只是佔少部分描寫。在余談中，作品內有一幕是老人對孩子說「那個是日本男兒的船（あれ（大和）が日本の男の船だ）」。可是正確的是大和如上文所述是機密，故事內的這幕當然是創作。
  - 《強襲魔女2》 片頭與第一集「再度飛向天空」中，以隸屬於和大日本帝國相當的「扶桑皇國」的海軍所屬船艦登場。
  - 《艦隊Collection》
    - 《艦隊Collection　總有一天，在那片海》
- 漫畫、動畫
  - 《次元艦隊》（ジパング）
  - 《多啦A夢》第14巻「遙控海上大戰」
  - 《夢幻之軍艦大和》
  - 《蒼藍鋼鐵戰艦》
  - 《高校艦隊》
- 遊戲
  - 鋼鐵之咆哮系列（鋼鉄の咆哮）
  - 提督之決斷系列（提督の決断）
  - 星海爭霸系列 人類 ( Terran ) 的空中單位戰巡艦其主砲名叫大和砲 (Yamato gun)，故該單位也被暱稱為大和號。
  - 在《艦隊Collection》中，大和號以我方的艦娘登場，同時在2013年11月中，二號艦武藏也以活動的過關獎勵登場 並且已開放使用大型建造獲得
  - 戰艦世界：日本10階戰鬥艦
  - 《战舰联盟》日本九级战列舰
- 《現代戰艦》日本戰列艦，三級艦，品質為傳奇艦，售價14000黃金

- 小説 
  - 《旭日的艦隊》（旭日の艦隊）：主要登場人物的大石藏良於前世（現實世界）與艦運命與共、並在夢中遭遇。

## 武藏
- 動畫
  - 《烏龍派出所》第182集，「兩津成為藝術家」裡，有岀現一艘用火柴棒做成的武藏號戰艦模型。
  - 《信長之槍》動畫原創的第七集「武藏奇蹟」，沉沒已久的武藏號戰艦被進化侵略體佔據而復原，浮上水面攻擊美國海軍第三艦隊並朝巴拿馬運河移動。
  - 《蒼藍鋼鐵戰艦》
- 遊戲
  - 戰艦世界：日本9階戰鬥艦
  - 在《艦隊Collection》中，以我方艦娘登場，可用大型建造獲得
  - 《高校艦隊》
  - 《碧藍航線》：重櫻海上傳奇戰列艦

## 信濃
- 《蒼藍鋼鐵戰艦》：奇怪地被修改為「超海域強襲壓制艦」
- 遊戲
  - 戰艦世界：日本10階航空母艦
  - 《战舰联盟》日本十级航母
  - 《碧藍航線》：重櫻海上傳奇航空母艦